# 檀家琮
檀家琮（1847年—1901年），字左觀，號次古、載庵，安徽安慶府望江縣賽口鄉人。清朝政治人物、同進士出身。
光緒十四年，鄉試中舉。光緒十八年，登進士。光緒二十年，授內閣中書。光緒二十二年，奏請改選簽分江西即用知縣。光緒二十三年，充江西文闈典試官，例授文林郎。著有《妙香齋詩集》等。